# Вила (Тульчинський район)
Ви́ла — село в Україні, у Томашпільській селищній громаді Тульчинського району Вінницької області. Населення становить 1049 осіб.

## Історія
7 (20) листопада 1917 року, відповідно до Третього Універсалу Української Центральної Ради, увійшло до складу Української Народної Республіки.
12 червня 2020 року, відповідно до Розпорядження Кабінету Міністрів України від  № 707-р «Про визначення адміністративних центрів та затвердження територій територіальних громад Вінницької області», увійшло до складу Томашпільської селищної громади.
19 липня 2020 року, в результаті адміністративно-територіальної реформи та ліквідації  Томашпільського району, увійшло до складу новоутвореного Тульчинського району.
Уродженцем села є Олійник Анатолій Дмитрович — голова Вінницької ОДА у 2014-2015 роках, голова Вінницької обласної ради з 2015 року.
На околиці села розташований ботанічний заказник місцевого значення Лужки.

## Населення

### Мова
Розподіл населення за рідною мовою за даними перепису 2001 року:
| Мова       | Кількість | Відсоток |
| ---------- | --------- | -------- |
| українська | 1039      | 99.05%   |
| російська  | 10        | 0.95%    |
| Усього     | 1049      | 100%     |